# گلدن وست (کلیپر)
گلدن وست (کلیپر) (به انگلیسی: Golden West (clipper)) یک کشتی است که طول آن 210 ft. LOA می‌باشد. این کشتی در سال ۱۸۵۲ ساخته شد.